# Hayate Nagakura
Hayate Nagakura (japanisch 長倉 颯 Nagakura Hayate; * 29. April 1996 in Yokosuka) ist ein japanischer Fußballspieler.

## Karriere
Nagakura erlernte das Fußballspielen in der Jugendmannschaft der Yokohama F. Marinos und der Universitätsmannschaft der Hōsei-Universität. Seinen ersten Vertrag unterschrieb er 2019 beim FC Gifu. Der Verein spielte in der zweithöchsten Liga des Landes, der J2 League. Am Ende der Saison 2019 stieg der Verein in die J3 League ab. Mit Gifu spielt er noch ein Jahr in der dritten Liga. Im Januar 2021 wechselte er zum Erstligisten Vegalta Sendai nach Sendai. Hier kam nicht zum Einsatz. Am Saisonende 2021 belegte er mit Sendai den neunzehnten Tabellenplatz und musste in zweite Liga absteigen. Nach dem Abstieg verließ er den Verein und schloss sich dem Viertligisten ReinMeer Aomori FC an. Hier stand er drei Spielzeiten unter Vertrag und bestritt 75 Ligaspiele. Im Februag 2025 wechselte er zum Drittligisten Zweigen Kanazawa.